# Viesīte
Viesīte (niem. Eckengraf) – miasto na Łotwie w novadsie Jēkabpils w Semigalii. W latach 2009–2021 stolica novadsu Viesīte. 2918 mieszkańców (2004).